# A mentalista epizódjainak listája
Ez a lap A mentalista című filmsorozat epizódjainak listáját tartalmazza. A sorozat az Amerikai Egyesült Államokban 2008. szeptember 23-án kezdődött a CBS csatornán, 7 évad után végleg befejeződött 2015. február 18-án. Magyarországon az RTL Klub vetítette 2009. február 2. és 2016. április 5. között.

## Évadáttekintés
| Évad | Évad | Részek száma | Részek száma | Eredeti sugárzás     | Eredeti sugárzás  | Eredeti adó | Magyar sugárzás     | Magyar sugárzás   | Magyar adó |
| Évad | Évad | Részek száma | Részek száma | Évadbemutató         | Évadzáró          | Eredeti adó | Évadbemutató        | Évadzáró          | Magyar adó |
| ---- | ---- | ------------ | ------------ | -------------------- | ----------------- | ----------- | ------------------- | ----------------- | ---------- |
|      | 1.   | 23           | 23           | 2008. szeptember 23. | 2009. május 19.   | CBS         | 2009. február 2.    | 2009. július 7.   | RTL Klub   |
|      | 2.   | 23           | 23           | 2009. szeptember 24. | 2010. május 20.   | CBS         | 2010. február 2.    | 2010. július 13.  | RTL Klub   |
|      | 3.   | 24           | 24           | 2010. szeptember 23. | 2011. május 19.   | CBS         | 2011. július 19.    | 2012. június 12.  | RTL Klub   |
|      | 4.   | 24           | 24           | 2011. szeptember 22. | 2012. május 17.   | CBS         | 2012. június 19.    | 2013. május 14.   | RTL Klub   |
|      | 5.   | 22           | 22           | 2012. szeptember 30. | 2013. május 5.    | CBS         | 2013. augusztus 27. | 2014. április 22. | RTL Klub   |
|      | 6.   | 22           | 22           | 2013. szeptember 29. | 2014. május 18.   | CBS         | 2014. április 29.   | 2015. február 3.  | RTL Klub   |
|      | 7.   | 13           | 13           | 2014. november 30.   | 2015. február 18. | CBS         | 2016. január 5.     | 2016. április 5.  | RTL Klub   |

## Első évad (2008-2009)
| Sor. | Év. | Cím                                     | Rendező             | Író                  | Premier                               | Nézettség    |
| ---- | --- | --------------------------------------- | ------------------- | -------------------- | ------------------------------------- | ------------ |
| 1.   | 1.  | Vörös nyomok (Pilot)                    | David Nutter        | Bruno Heller         | 2008. szeptember 23. 2009. február 2. | 15,60 millió |
| 2.   | 2.  | Vörös haj (Red Hair and Silver Tape)    | David Nutter        | Bruno Heller         | 2008. szeptember 30. 2009. február 9. | 15,48 millió |
| 3.   | 3.  | Vörös part (Red Tide)                   | David M. Barrett    | Ashley Gable         | 2008. október 14. 2009. február 16.   | 14,94 millió |
| 4.   | 4.  | Asszonyok vörösben (Ladies in Red)      | Chris Long          | Gary Glasberg        | 2008. október 21. 2009. február 23.   | 15,28 millió |
| 5.   | 5.  | Vörös erdő (Redwood)                    | John Behring        | Andi Bushell         | 2008. október 28. 2009. március 3.    | 16,07 millió |
| 6.   | 6.  | Vörös és fekete (Red Handed)            | Chris Long          | Erika Green Swafford | 2008. november 11. 2009. március 10.  | 16,57 millió |
| 7.   | 7.  | Vörös látomás (Seeing Red)              | Martha Mitchell     | Gary Glasberg        | 2008. november 18. 2009. március 17.  | 15,84 millió |
| 8.   | 8.  | Vörös határ (The Thin Red Line)         | Matt Earl Beesley   | Ken Woodruff         | 2008. november 25. 2009. március 24.  | 15,93 millió |
| 9.   | 9.  | Vörös láng (Flame Red)                  | Charles Beeson      | Ashley Gable         | 2008. december 2. 2009. március 31.   | 18,74 millió |
| 10.  | 10. | Vörös csapda (Red Brick and Ivy)        | Paris Barclay       | Eoghan Mahony        | 2008. december 16. 2009. április 7.   | 19,31 millió |
| 11.  | 11. | Vörös barát (Red John's Friends)        | John Polson         | Bruno Heller         | 2009. január 6. 2009. április 14.     | 19,62 millió |
| 12.  | 12. | Vörös bűbáj (Red Rum)                   | Dean White          | Andi Bushell         | 2009. január 13. 2009. április 21.    | 18,07 millió |
| 13.  | 13. | Hamis vörös (Paint it Red)              | David M. Barrett    | Eoghan Mahony        | 2009. január 18. 2009. április 28.    | 16,39 millió |
| 14.  | 14. | Bíbor szerelem (Crimson Casanova)       | Lesli Linka Glatter | Ken Woodruff         | 2009. február 10. 2009. május 5.      | 19,70 millió |
| 15.  | 15. | Skarlátvörös (Scarlett Fever)           | Paul Holahan        | Erika Green Swafford | 2009. február 17. 2009. május 12.     | 18,23 millió |
| 16.  | 16. | Vérvörös (Bloodshot)                    | Chris Long          | Gary Glasberg        | 2009. március 17. 2009. május 19.     | 15,49 millió |
| 17.  | 17. | Vörös üzenetek (Carnelian Inc.)         | Kevin Dowling       | Bruno Heller         | 2009. március 24. 2009. május 26.     | 17,62 millió |
| 18.  | 18. | Vörös köd (Russet Potatoes)             | Norberto Barba      | Ashley Gable         | 2009. március 31. 2009. június 2.     | 16,96 millió |
| 19.  | 19. | Piros rózsa (A Dozen Red Roses)         | Lesli Linka Glatter | Andi Bushell         | 2009. április 7. 2009. június 9.      | 16,92 millió |
| 20.  | 20. | Vörös védelem (Red Sauce)               | Adam Kane           | Eoghan Mahony        | 2009. április 28. 2009. június 16.    | 17,11 millió |
| 21.  | 21. | A vörös ruhás nő (Miss Red)             | Martha Mitchell     | Ken Woodruff         | 2009. május 5. 2009. június 23.       | 16,68 millió |
| 22.  | 22. | Vértestvérek (Blood Brothers)           | John Polson         | Erika Green Swafford | 2009. május 12. 2009. június 30.      | 16,21 millió |
| 23.  | 23. | Red John árnyéka (Red John's Footsteps) | Chris Long          | Bruno Heller         | 2009. május 19. 2009. július 7.       | 16,82 millió |

## Második évad (2009-2010)
| Sor. | Év. | Cím                                                  | Rendező             | Író                                     | Premier                               | Nézettség    |
| ---- | --- | ---------------------------------------------------- | ------------------- | --------------------------------------- | ------------------------------------- | ------------ |
| 24.  | 1.  | Megváltás, vörösben (Redemption)                     | Chris Long          | Bruno Heller                            | 2009. szeptember 24. 2010. február 2. | 15,07 millió |
| 25.  | 2.  | A skarlát betű (The Scarlet Letter)                  | Charles Beeson      | Tom Szentgyorgyi                        | 2009. október 1. 2010. február 9.     | 15,75 millió |
| 26.  | 3.  | Tűzpiros jelvény (Red Badge)                         | Eric Laneuville     | Ashley Gable                            | 2009. október 8. 2010. február 16.    | 14,70 millió |
| 27.  | 4.  | Vörös bosszú (Red Menace)                            | Norberto Barba      | Leonard Dick                            | 2009. október 15. 2010. február 23.   | 15,08 millió |
| 28.  | 5.  | Vörös riasztás (Red Scare)                           | Lesli Linka Glatter | Ken Woodruff                            | 2009. október 29. 2010. március 2.    | 15,53 millió |
| 29.  | 6.  | Fekete arany és vörös vér (Black Gold and Red Blood) | Rod Hardy           | Bruno Heller                            | 2009. november 5. 2010. március 9.    | 16,21 millió |
| 30.  | 7.  | Bíbor bikák (Red Bulls)                              | David M. Barrett    | Tom Szentgyorgyi                        | 2009. november 12. 2010. március 16.  | 16,17 millió |
| 31.  | 8.  | Skarlátvörös hajnal (His Red Right Hand)             | Chris Long          | Ashley Gable                            | 2009. november 19. 2010. március 23   | 15,85 millió |
| 32.  | 9.  | A rubin titka (A Price Above Rubies)                 | Charles Beeson      | Eoghan Mahony                           | 2009. december 10. 2010. március 30.  | 16,37 millió |
| 33.  | 10. | Tüzes baseball (Throwing Fire)                       | Martha Mitchell     | John Mankiewicz                         | 2009. december 17. 2010. április 6.   | 15,77 millió |
| 34.  | 11. | A múlt vörös fátyla (Rose-Colored Glasses)           | Dan Lerner          | Leonard Dick                            | 2010. január 14. 2010. április 13.    | 15,38 millió |
| 35.  | 12. | Vérző szív (Bleeding Heart)                          | Norberto Barba      | Erika Green Swafford                    | 2010. január 21. 2010. április 20.    | 14,56 millió |
| 36.  | 13. | Vörös vonal (Redline)                                | Bill D'Elia         | Jordan Harper                           | 2010. február 4. 2010. április 27.    | 14,68 millió |
| 37.  | 14. | Vértestvérek (Blood In, Blood Out)                   | John Polson         | Ken Woodruff                            | 2010. február 11. 2010. május 4.      | 15,86 millió |
| 38.  | 15. | Lángoló indulatok (Red Herring)                      | Eric Laneuville     | David Appelbaum                         | 2010. március 4. 2010. május 11.      | 14,87 millió |
| 39.  | 16. | Vörös kód (Code Red)                                 | John F. Showalter   | Bruno Heller                            | 2010. március 11. 2010. május 18.     | 16,02 millió |
| 40.  | 17. | Rubin ékszerdoboz (The Red Box)                      | Chris Long          | John Mankiewicz                         | 2010. április 1. 2010. május 25.      | 14,11 millió |
| 41.  | 18. | Égő emlék (Aingavite Baa (Red Water))                | Stephen Gyllenhaal  | Tom Szentgyorgyi & Erika Green Swafford | 2010. április 8. 2010. június 1.      | 16,32 millió |
| 42.  | 19. | Vérdíj (Blood Money)                                 | Adam Kane           | Ashley Gable & Jordan Harper            | 2010. április 22. 2010. június 8.     | 14,96 millió |
| 43.  | 20. | Parázsló kapcsolatok (Red All Over)                  | Roxann Dawson       | Carolyn Ingber                          | 2010. április 29. 2010. június 15.    | 14,84 millió |
| 44.  | 21. | Vörös számok (18-5-4)                                | Charles Beeson      | Leonard Dick & Ken Woodruff             | 2010. május 6. 2010. június 22.       | 14,85 millió |
| 45.  | 22. | Lángoló szavak (Red Letter)                          | John F. Showalter   | Eoghan Mahony                           | 2010. május 13. 2010. június 29.      | 14,84 millió |
| 46.  | 23. | Red John visszatér (Red Sky in the Morning)          | Chris Long          | Bruno Heller                            | 2010. május 20. 2010. július 13.      | 15,22 millió |

## Harmadik évad (2010-2011)
| Sor. | Év. | Cím                                                     | Rendező            | Író                    | Premier                                 | Nézettség    |
| ---- | --- | ------------------------------------------------------- | ------------------ | ---------------------- | --------------------------------------- | ------------ |
| 47.  | 1.  | Tüzes égbolt (Red Sky at Night)                         | Chris Long         | Bruno Heller           | 2010. szeptember 23. 2011. július 19.   | 15,50 millió |
| 48.  | 2.  | Véres bizonyíték (Cackle-Bladder Blood)                 | John Polson        | Ashley Gable           | 2010. szeptember 30. 2011. július 26.   | 14,65 millió |
| 49.  | 3.  | A vörös szellem (The Blood on His Hands)                | David M. Barrett   | Tom Szentgyorgyi       | 2010. október 7. 2011. augusztus 2.     | 14,39 millió |
| 50.  | 4.  | Vörös szőnyeg (Red Carpet Treatment)                    | Charles Beeson     | Daniel Cerone          | 2010. október 14. 2011. augusztus 9.    | 15,13 millió |
| 51.  | 5.  | Vörös befutó (The Red Ponies)                           | John F. Showalter  | Eoghan Mahony          | 2010. október 21. 2011. augusztus 16.   | 14,42 millió |
| 52.  | 6.  | Lány bíborban (Pink Chanel Suit)                        | Eric Laneuville    | Ken Woodruff           | 2010. október 28. 2011. augusztus 23.   | 14,76 millió |
| 53.  | 7.  | Izzó bomba (Red Hot)                                    | Chris Long         | Ashley Gable           | 2010. november 4. 2011. augusztus 30.   | 14,42 millió |
| 54.  | 8.  | Tűzről pattant (Ball of Fire)                           | Stephen Gyllenhaal | Tom Szentgyorgyi       | 2010. november 11. 2011. szeptember 6.  | 13,84 millió |
| 55.  | 9.  | Vörös hold (Red Moon)                                   | Simon Baker        | Bruno Heller           | 2010. november 18. 2011. szeptember 13. | 14,74 millió |
| 56.  | 10. | Ég a subája... (Jolly Red Elf)                          | John F. Showalter  | Daniel Cerone          | 2010. december 9. 2012. február 28.     | 13,41 millió |
| 57.  | 11. | Véres sport (Bloodsport)                                | Roxann Dawson      | Eoghan Mahony          | 2011. január 6. 2012. március 6.        | 14,88 millió |
| 58.  | 12. | Vérnarancs (Bloodhounds)                                | Charles Beeson     | Erika Green Swafford   | 2011. január 20. 2012. március 13.      | 14,82 millió |
| 59.  | 13. | Vörös riasztás (Red Alert)                              | Guy Ferland        | Jordan Harper          | 2011. február 3. 2012. március 20.      | 15,18 millió |
| 60.  | 14. | Vérbosszú (Blood for Blood)                             | Martha Mitchell    | David Appelbaum        | 2011. február 10. 2012. március 27.     | 14,86 millió |
| 61.  | 15. | Véres arany (Red Gold)                                  | Tom Verica         | Cindi M. Grossenbacher | 2011. február 17. 2012. április 3.      | 15,01 millió |
| 62.  | 16. | Tűzkirálynő (Red Queen)                                 | Chris Long         | Daniel Cerone          | 2011. február 24. 2012. április 10.     | 14,79 millió |
| 63.  | 17. | Vese vörös habbal (Bloodstream)                         | Bobby Roth         | Erika Green Swafford   | 2011. március 10. 2012. április 17.     | 14,28 millió |
| 64.  | 18. | Bíbor típusú találkozások (The Red Mile)                | Darnell Martin     | Tom Szentgyorgyi       | 2011. március 31. 2012. április 24.     | 14,27 millió |
| 65.  | 19. | Nincsen rózsa tövis nélkül (Every Rose Has Its Thorn)   | Charles Beeson     | Ken Woodruff           | 2011. április 7. 2012. május 8.         | 15,17 millió |
| 66.  | 20. | Véres béke (Redacted)                                   | David M. Barrett   | Eoghan Mahony          | 2011. április 28. 2012. május 15.       | 13,53 millió |
| 67.  | 21. | A börtön izzó árnyékában (Like a Redheaded Stepchild)   | Eric Laneuville    | Jordan Harper          | 2011. május 5. 2012. május 22.          | 14,00 millió |
| 68.  | 22. | Parázs rapszódia (Rhapsody in Red)                      | David M. Barrett   | David Appelbaum        | 2011. május 12. 2012. május 29.         | 14,07 millió |
| 69.  | 23. | Eper és vér, 1. rész (Strawberries and Cream (Part I))  | Chris Long         | Ashley Gable           | 2011. május 19. 2012. június 5.         | 14,11 millió |
| 70.  | 24. | Eper és vér, 2. rész (Strawberries and Cream (Part II)) | Chris Long         | Bruno Heller           | 2011. május 19. 2012. június 12.        | 14,11 millió |

## Negyedik évad (2011-2012)
| Sor. | Év. | Cím                                                       | Rendező           | Író                  | Premier                               | Nézettség    |
| ---- | --- | --------------------------------------------------------- | ----------------- | -------------------- | ------------------------------------- | ------------ |
| 71.  | 1.  | A skarlát jel (Scarlet Ribbons)                           | Charles Beeson    | Bruno Heller         | 2011. szeptember 22. 2012. június 19. | 13,56 millió |
| 72.  | 2.  | Tüzes csapat (Little Red Book)                            | Eric Laneuville   | Tom Szentgyorgyi     | 2011. szeptember 29. 2012. június 26. | 12,92 millió |
| 73.  | 3.  | Vörös léggömbök (Pretty Red Balloon)                      | John F. Showalter | Ashley Gable         | 2011. október 6. 2012. július 3.      | 13,15 millió |
| 74.  | 4.  | Vöröskamra (Ring Around the Rosie)                        | Chris Long        | Daniel Cerone        | 2011. október 13. 2012. július 10.    | 12,39 millió |
| 75.  | 5.  | Vér és homok (Blood and Sand)                             | John Polson       | Eoghan Mahony        | 2011. október 20. 2012. július 17.    | 12,54 millió |
| 76.  | 6.  | Forró nyomon (Where in the World Is Carmine O'Brien?)     | Bobby Roth        | David Appelbaum      | 2011. október 27. 2012. július 24.    | 12,42 millió |
| 77.  | 7.  | Izzó tekintet (Blinking Red Light)                        | Simon Baker       | Ken Woodruff         | 2011. november 3. 2012. július 31.    | 13,66 millió |
| 78.  | 8.  | Vörös bárónő (Pink Tops)                                  | Tom Verica        | Erika Green Swafford | 2011. november 17. 2012. augusztus 7. | 12,21 millió |
| 79.  | 9.  | Lángoló mez (The Redshirt)                                | Eric Laneuville   | Jordan Harper        | 2011. december 8. 2012. augusztus 14. | 13,04 millió |
| 80.  | 10. | Vörös köd (Fugue in Red)                                  | Randy Zisk        | Daniel Cerone        | 2011. december 15. 2013. február 5.   | 13,16 millió |
| 81.  | 11. | Tüzes keringő (Always Bet on Red)                         | John F. Showalter | Ashley Gable         | 2012. január 12. 2013. február 12.    | 13,65 millió |
| 82.  | 12. | Vörös vadon (My Bloody Valentine)                         | Elodie Keene      | Tom Szentgyorgyi     | 2012. január 19. 2013. február 19.    | 14,22 millió |
| 83.  | 13. | Arany és vér (Red is the New Black)                       | Tom Verica        | Eoghan Mahony        | 2012. február 2. 2013. február 26.    | 13,87 millió |
| 84.  | 14. | Vérvörös bor (At First Blush)                             | Roxann Dawson     | David Appelbaum      | 2012. február 9. 2013. március 5.     | 14,68 millió |
| 85.  | 15. | Rózsák háborúja (War of the Roses)                        | Geary McLeod      | Ken Woodruff         | 2012. február 16. 2013. március 12.   | 13,55 millió |
| 86.  | 16. | A tégla (His Thoughts Were Red Thoughts)                  | Charles Beeson    | Jordan Harper        | 2012. február 23. 2013. március 19.   | 13,36 millió |
| 87.  | 17. | Burgundi vörös (Cheap Burgundy)                           | Bruno Heller      | Bruno Heller         | 2012. március 8. 2013. március 26.    | 13,84 millió |
| 88.  | 18. | Pirospozsgás orcák (Ruddy Cheeks)                         | Eric Laneuville   | Erika Green Swafford | 2012. március 9. 2013. április 2.     | 11,83 millió |
| 89.  | 19. | Vörös pezsgő jégbe hűtve (Pink Champagne on Ice)          | David Von Ancken  | Eoghan Mahony        | 2012. március 29. 2013. április 9.    | 13,62 millió |
| 90.  | 20. | Vérben az igazság (Something's Rotten in Redmund)         | Guy Ferland       | Rebecca Perry Cutter | 2012. április 5. 2013. április 16.    | 12,59 millió |
| 91.  | 21. | Lángoló cipellők (Ruby Slippers)                          | Kevin Hooks       | Daniel Cerone        | 2012. április 26. 2013. április 23.   | 12,03 millió |
| 92.  | 22. | Véres arany (So Long, and Thanks for All the Red Snapper) | Chris Long        | Ashley Gable         | 2012. május 3. 2013. április 30.      | 12,94 millió |
| 93.  | 23. | Forró pénz (Red Rover, Red Rover)                         | John F. Showalter | Tom Szentgyorgyi     | 2012. május 10. 2013. május 7.        | 12,62 millió |
| 94.  | 24. | Játék a tűzzel (The Crimson Hat)                          | Chris Long        | Bruno Heller         | 2012. május 17. 2013. május 14.       | 13,09 millió |

## Ötödik évad (2012-2013)
| Sor. | Év. | Cím                                             | Rendező               | Író                                  | Premier                                  | Nézettség    |
| ---- | --- | ----------------------------------------------- | --------------------- | ------------------------------------ | ---------------------------------------- | ------------ |
| 95.  | 1.  | Vörös gyöngy (The Crimson Ticket)               | Randy Zisk            | Bruno Heller                         | 2012. szeptember 30. 2013. augusztus 27. | 11,06 millió |
| 96.  | 2.  | Bíbor köd (Devil's Cherry)                      | Randy Zisk            | Daniel Cerone                        | 2012. október 7. 2013. szeptember 3.     | 9,02 millió  |
| 97.  | 3.  | Tüzes bankó (Not One Red Cent)                  | Chris Long            | Ken Woodruff                         | 2012. október 14. 2013. szeptember 10.   | 10,74 millió |
| 98.  | 4.  | Véres viszály (Blood Feud)                      | Anton Cropper         | Jordan Harper                        | 2012. október 21. 2013. szeptember 17.   | 8,10 millió  |
| 99.  | 5.  | Vörös hajnal (Red Dawn)                         | Chris Long            | Tom Szentgyorgyi                     | 2012. október 28. 2013. szeptember 24.   | 10,17 millió |
| 100. | 6.  | Két tűz között (Cherry Picked)                  | John F. Showalter     | David Appelbaum                      | 2012. november 4. 2013. október 1.       | 9,11 millió  |
| 101. | 7.  | Égető bizonyíték (If It Bleeds, It Leads)       | John F. Showalter     | Eoghan Mahony                        | 2012. november 11. 2013. október 8.      | 10,15 millió |
| 102. | 8.  | Bíbor naplemente (Red Sails in the Sunset)      | Simon Baker           | Daniel Cerone                        | 2012. november 18. 2013. október 15.     | 8,07 millió  |
| 103. | 9.  | Vörös és fekete (Black Cherry)                  | Elodie Keene          | Erika Green Swafford                 | 2012. november 25. 2013. október 22.     | 10,15 millió |
| 104. | 10. | Az izzó levél (Panama Red)                      | Guy Ferland           | Michael Weiss                        | 2012. december 9. 2013. október 29.      | 7,94 millió  |
| 105. | 11. | Égető szükség (Days of Wine and Roses)          | Eric Laneuville       | Rebecca Perry Cutter                 | 2013. január 6. 2013. november 5.        | 10,85 millió |
| 106. | 12. | Kis vörös Corvette (Little Red Corvette)        | Randy Zisk            | Ken Woodruff                         | 2013. január 13. 2013. november 12.      | 10,60 millió |
| 107. | 13. | Égető múlt (The Red Barn)                       | Allison Anders        | Tom Szentgyorgyi                     | 2013. január 27. 2013. november 19.      | 10,50 millió |
| 108. | 14. | Véres felfedezés (Red in Tooth and Claw)        | Randy Zisk            | Jordan Harper                        | 2013. február 17. 2013. november 26.     | 9,42 millió  |
| 109. | 15. | Vörös dráma (Red Lacquer Nail Polish)           | Geary McLeod          | Eoghan Mahony                        | 2013. március 3. 2013. december 3.       | 9,24 millió  |
| 110. | 16. | Forró menedék (There Will Be Blood)             | Anton Cropper         | Ken Woodruff & David Appelbaum       | 2013. március 10. 2013. december 10.     | 9,52 millió  |
| 111. | 17. | Piros-fehér-kék (Red, White and Blue)           | Robert Duncan McNeill | Tony Astrino                         | 2013. március 17. 2013. december 17.     | 9,98 millió  |
| 112. | 18. | A vörös függöny mögött (Behind the Red Curtain) | Chris Long            | Erika Green Swafford & Eoghan Mahony | 2013. március 24. 2014. március 25.      | 8,00 millió  |
| 113. | 19. | Forrongó város (Red Letter Day)                 | Guy Ferland           | Michael Weiss                        | 2013. április 14. 2014. április 1.       | 7,84 millió  |
| 114. | 20. | Vérvörös cipellők (Red Velvet Cupcakes)         | David M. Barrett      | Rebecca Perry Cutter                 | 2013. április 21. 2014. április 8.       | 9,10 millió  |
| 115. | 21. | Izzó nyomon (Red and Itchy)                     | David Paymer          | Daniel Cerone                        | 2013. április 28. 2014. április 15.      | 8,69 millió  |
| 116. | 22. | Vérpatak (Red John's Rules)                     | Chris Long            | Bruno Heller                         | 2013. május 5. 2014. április 22.         | 9,17 millió  |

## Hatodik évad (2013-2014)
| Sor. | Év. | Cím                                          | Rendező               | Író                                     | Premier                                | Nézettség    |
| ---- | --- | -------------------------------------------- | --------------------- | --------------------------------------- | -------------------------------------- | ------------ |
| 117. | 1.  | Sivatagi rózsa (The Desert Rose)             | Chris Long            | Bruno Heller                            | 2013. szeptember 29. 2014. április 29. | 9,70 millió  |
| 118. | 2.  | Tűzmadár (Black-Winged Redbird)              | Robert Duncan McNeill | Tom Szentgyorgyi                        | 2013. október 6. 2014. május 6.        | 8,55 millió  |
| 119. | 3.  | Bíbor nász (Wedding in Red)                  | Randy Zisk            | Daniel Cerone                           | 2013. október 13. 2014. május 13.      | 9,38 millió  |
| 120. | 4.  | Perzselő lista (Red Listed)                  | Eric Laneuville       | Rebecca Perry Cutter                    | 2013. október 20. 2014. május 20.      | 7,75 millió  |
| 121. | 5.  | Vérvörös tetoválás (The Red Tattoo)          | Tawnia McKiernan      | Eoghan Mahony                           | 2013. október 27. 2014. május 27.      | 8,82 millió  |
| 122. | 6.  | Tűz és kénkő (Fire and Brimstone)            | John F. Showalter     | Ken Woodruff                            | 2013. november 10. 2014. június 3.     | 8,46 millió  |
| 123. | 7.  | A vörös sárkány (The Great Red Dragon)       | Elodie Keene          | Jordan Harper                           | 2013. november 17. 2014. június 10.    | 9,72 millió  |
| 124. | 8.  | Red John (Red John)                          | Chris Long            | Bruno Heller                            | 2013. november 24. 2014. szeptember 2. | 10,94 millió |
| 125. | 9.  | Kék mennyország (My Blue Heaven)             | Simon Baker           | Tom Szentgyorgyi                        | 2013. december 1. 2014. szeptember 9.  | 9,58 millió  |
| 126. | 10. | A zöldhasú (Green Thumb)                     | Robert Duncan McNeill | Daniel Cerone                           | 2013. december 8. 2014. szeptember 16. | 9,97 millió  |
| 127. | 11. | Fehér vonalak (White Lines)                  | Guy Ferland           | Ken Woodruff                            | 2014. január 5. 2014. szeptember 23.   | 10,22 millió |
| 128. | 12. | Aranyszabály (The Golden Hammer)             | James Hayman          | Michael Weiss                           | 2014. január 12. 2014. szeptember 30.  | 9,58 millió  |
| 129. | 13. | Fekete veszedelem (Black Helicopters)        | Randy Zisk            | Erika Green Swafford                    | 2014. március 9. 2014. november 18.    | 9,98 millió  |
| 130. | 14. | Fekete arany (Grey Water)                    | Geary McLeod          | David Appelbaum                         | 2014. március 16. 2014. november 25.   | 8,65 millió  |
| 131. | 15. | Fehér, mint a hó (White as the Driven Snow)  | Chris Long            | Eoghan Mahony                           | 2014. március 23. 2014. december 2.    | 8,02 millió  |
| 132. | 16. | Lila homály (Violets)                        | J. Miller Tobin       | Jordan Harper                           | 2014. március 30. 2014. december 9.    | 8,72 millió  |
| 133. | 17. | Az idő ezüst szárnyán (Silver Wings of Time) | James Hayman          | Tom Szentgyorgyi & Rebecca Perry Cutter | 2014. április 13. 2014. december 16.   | 9,02 millió  |
| 134. | 18. | Zöld erdőben (Forest Green)                  | Eric Laneuville       | Jeffrey Hatcher                         | 2014. április 20. 2015. január 6.      | 8,65 millió  |
| 135. | 19. | Barna szemek (Brown Eyed Girls)              | Sylvain White         | Eoghan Mahony & Michael Weiss           | 2014. április 27. 2015. január 13.     | 8,63 millió  |
| 136. | 20. | Vörös és fehér (Il Tavolo Bianco)            | Tom Snyder            | Daniel Cerone & Erika Green Swafford    | 2014. május 4. 2015. január 20.        | 8,42 millió  |
| 137. | 21. | Fekete szívek (Black Hearts)                 | Randy Zisk            | Ken Woodruff & David Appelbaum          | 2014. május 11. 2015. január 27.       | 8,64 millió  |
| 138. | 22. | Kék madár (Blue Bird)                        | Chris Long            | Bruno Heller                            | 2014. május 18. 2015. február 3.       | 9,69 millió  |

## Hetedik évad (2014-2015)
| Sor. | Év. | Cím                                                           | Rendező            | Író                                             | Premier                             | Nézettség    |
| ---- | --- | ------------------------------------------------------------- | ------------------ | ----------------------------------------------- | ----------------------------------- | ------------ |
| 139. | 1.  | Kék égbolt (Nothing But Blue Skies)                           | Chris Long         | Tom Szentgyorgyi                                | 2014. november 30. 2016. január 5.  | 10,89 millió |
| 140. | 2.  | Szürke rácsok (The Greybar Hotel)                             | Bill Eagles        | Jordan Harper                                   | 2014. december 7. 2016. január 12.  | 8,70 millió  |
| 141. | 3.  | Keleti kényelem narancs jégkrémmel (Orange Blossom Ice Cream) | Chris Long         | Tom Szentgyorgyi                                | 2014. december 14. 2016. január 19. | 8,37 millió  |
| 142. | 4.  | Fekete piac (Black Market)                                    | Michael Nankin     | Tom Donaghy                                     | 2014. december 21. 2016. január 26. | 8,68 millió  |
| 143. | 5.  | Az ezüst aktatáska (The Silver Briefcase)                     | Simon Baker        | Jordan Harper                                   | 2014. december 28. 2016. február 2. | 8,48 millió  |
| 144. | 6.  | Zöld lámpa (Green Light)                                      | Geary McLeod       | Alex Berger                                     | 2015. január 7. 2016. február 9.    | 9,05 millió  |
| 145. | 7.  | A sárga láz (Little Yellow House)                             | Edward Ornelas     | Marisa Wegrzyn                                  | 2015. január 14. 2016. február 16.  | 9,36 millió  |
| 146. | 8.  | Fehér folt (The Whites of His Eyes)                           | Rod Holcomb        | Erin Lane Donovan                               | 2015. január 21. 2016. február 23.  | 9,60 millió  |
| 147. | 9.  | Vörösréz töltény (Copper Bullet)                              | Tom Snyder         | Tom Donaghy                                     | 2015. január 28. 2016. március 1.   | 9,17 millió  |
| 148. | 10. | Nem mind arany, ami fénylik (Nothing Gold Can Stay)           | Paul A. Kaufman    | Alex Berger                                     | 2015. február 4. 2016. március 8.   | 8,97 millió  |
| 149. | 11. | Lila ködben (Byzantium)                                       | Nina Lopez-Corrado | Jordan Harper & Marisa Wegrzyn                  | 2015. február 11. 2016. március 22. | 9,10 millió  |
| 150. | 12. | Barnuló kárpit (Brown Shag Carpet)                            | Geary McLeod       | Tom Szentgyorgyi                                | 2015. február 18. 2016. március 29. | 10,10 millió |
| 151. | 13. | Fehér orchideák (White Orchids)                               | Chris Long         | Bruno Heller & Tom Szentgyorgyi & Jordan Harper | 2015. február 18. 2016. április 5.  | 10,10 millió |